# Селца (Железники)
Селца (словен. Selca) је насељено место у општини Железники, Горењска регија, Словенија.

## Историја
До територијалне реорганизације у Словенији била су у саставу старе општине Шкофја Лока.

## Становништво
У попису становништва из 2011. године, Селца су имала 666 становника.
| Број становника према пописима | Број становника према пописима | Број становника према пописима |
| ------------------------------ | ------------------------------ | ------------------------------ |
| 1991                           | 2002                           | 2011                           |
| 622                            | 678                            | 666                            |

## Галерија
- гробљанска црква "Свети Криж"
- панорама